# 권덕규
권덕규(權悳奎, 1890년 8월 17일~1950년 10월 24일)는 한국의 국어학자이다. 호는 애류(崖溜)이다. 조선어학회 33인 가운데 한 명이다. 2019년 광복절에 건국훈장 애국장에 추서됐다.

## 생애
1891년 8월 7일 경기도 김포군에서 출생하여 1913년 휘문고등보통학교(휘문의숙)을 졸업한 뒤, 휘문고보, 중앙고보 등 중등학교에서 국어와 국사를 가르쳤다. 주시경의 직계 제자의 한 사람으로 1921년]] 12월 3일 조선어연구회(현 한글학회) 창립에 주시경과 함께 참여하였고, 한글맞춤법통일안 제정과 《조선어큰사전》 편찬에 참가한 한글학자이다.
1927년 2월 발간되기 시작한 동인지 <한글>에 이병기, 최현배, 정열모, 신명균 등과 함께 활동했다. 여기에 '정음 이전의 조선글' '잘못 고증된 정음 창조자' '조선어와 불교' 등을 기고했다.
1929년 10월에 조직된 조선어사전편찬회의 발기인이 됐고, 그 위원으로 활동했다. 우리글인 한글을 '한글학'이라는 학문으로 정립해 연구하자고 다음과 같이 호소하였다.
"가짜 왜놈들의 하는 꼴이란..."
"가갸를 연구하자. 가갸도 사람의 말을 담는 그릇 곧 글이라 하면 연구하자. 좀 학적으로 연구하자.
가갸는 사람의 말 중에 조선말부터 담자는 그릇 곧 조선말부터 쓰자는 글이다, 제 말을 아름답게 쓸 수 없으면 남의 말도 아름답게 써 줄 수 없을 것이다. 가갸를 숭상하자. 가갸글 시대를 만들자. 가갸를 연구하자. 가갸도 학문이다."('어학도 학이라면 가갸도 학문이다' <학생>, 개벽사, 1929, 4.)
그는 1931년에 등장한 조선어학회의 회원이 됐다. 1930년부터 한글맞춤법 통일안의 제정위원·수정위원·정리위원으로 활약했다. 1931년과 1932년에 <동아일보>가 주최하고 조선어학회가 후원한 조선어 강습회에 강사로 참여했다.
그는 1933년 조선어학회가 주최한 '하기 한글 강습회'에도 강사로 참여했다. 조선어 표준말 사정 위원(경기도 대표)에도 이름을 올렸다.
1936년부터 '조선어대사전'의 편찬 위원을 지내기도 했다. 그는 일제 비판을 폭주(暴酒)로 달래다가 만년에 반신불수가 됐다. 혹 그의 지나친 음주를 염려하는 친구가 농담으로 "무엇 때문에 그리 술을 먹나?"라고 물으면, 그는 "왜놈들의 하는 짓은 말할 것 없고, 요새 가짜 왜놈들의 하는 꼴이란 술 취하지 않는 맑은 눈으로는 볼 수가 있어야지!"라고 대꾸했다. 또는 "그놈들의 맑은 정신으로 지껄이는 소리가 나의 취담만큼 깨끗하지 못해!"라고 응수하기도 했다(정인승, '권덕규론', <사조>1-5, 사조사, 1958, 10, 82쪽). 이처럼 그는 일본인들에게 아부하는 자들을 미워했다.
1942년 조선어학회 사건 때, 일제 형사들이 그를 두 번이나 서울역까지 끌고 갔다가 지병이 있는 것으로 판단해 돌려보냈다. 그도 조선어학회 사건 때 연루된 33인 중 하나였다. 조선어학회의 회원으로서 '한글맞춤법 통일안'의 제정위원으로 활약했고, '조선어대사전'의 편찬 위원을 맡았기에 일제의 탄압은 불가피했다. 그는 해방 뒤 십일회 회원에 포함됐으나 행방불명됐다. 저서로 <조선어문경위> <조선유기> <을지문덕> 등이 있다.
권덕규 선생이 반일 민족주의 학술단체인 조선어학회에 참여해, '한글맞춤법 통일안'의 제정과 <조선어대사전>의 편찬을 통해, 우리말과 한글을 영구히 유지하는 언어 독립투쟁을 전개한 공훈이 인정돼 광복 74주년이 되는 2019년 독립유공자로 결정됐다. 건국훈장 애국장에 추서됐다.

## 조선어학회 사건
일제는 한민족을 영구히 말살하고자 일본어를 국어로, 일문을 국문으로 보급했다. 일제의 조선어 말살 책동은 우리 민족을 일본 국민으로 만들려는 의도에서 빚어졌다. 이에 맞서 조선어학회 선열들은 우리말과 글을 영구히 보존해 우리 민족과 민족성을 유지하는 언어 독립운동을 전개했다. 언어 독립운동은 일제의 우리말 말살정책에 맞서는 항일투쟁이었다.
조선어학회 항일투사들은 언어 독립운동의 내용으로 한글 맞춤법을 통일하고, 표준말을 선정하며, 외래어표기법을 통일하는 등 민족어 규범 수립운동을 전개했다. 아울러 민족어를 영구히 유지하고자 16만 개에 달하는 우리말 어휘를 뜻풀이한 <조선어대사전>을 편찬하는 일을 진행했다.
이렇게 조선어학회가 일제의 일본어 상용정책에 맞서 조선말을 유지하는 언어 독립운동을 전개하자, 일제는 1942년 10월 1일 조선어학회 사건을 일으켜 33인을 체포해 탄압했다. 일제로부터 고문도 많이 받아 이윤재와 한징이 함흥형무소에서 순국하였다. 이극로, 최현배, 정인승 등 핵심 인사들은 해방이 되고 나서야 함흥형무소에서 풀려났다.
2019년까지 조선어학회 선열 33인 가운데 25명이 독립유공자로 포상됐다. 북한에서 생애를 마친 3명(이극로, 이만규, 정열모)은 분단 때문에 포상이 이뤄지지 못한 사례다.

## 참고자료
- 한글학회 누리집, 한글을 빛내신 분 - 권덕규